# 维多利亚·蒙特罗
维多利亚·蒙特罗（Victoria Montero，1991年9月18日—），墨西哥女子羽毛球運動員。

## 簡歷
维多利亚·蒙特罗在9歲時開始跟隨母親维多利亚·恩里克斯（Victoria Enriquez）打羽毛球，至2002年開始代表她的州份參加比賽，2005年入選墨西哥國家羽毛球隊。
2012年，维多利亚·蒙特罗代表墨西哥出戰英國倫敦舉行的奥林匹克运动会羽毛球比賽女子單打項目，在小組賽階段先後以0比2負於芬蘭的阿努·涅米宁和中華台北的戴資穎，兩戰全敗出局。

## 主要比賽成績
只列出曾進入準決賽的國際賽事成績：
| 年份   | 賽事                   | 公開賽級別 | 項目     | 拍檔            | 成績   |
| ------ | ---------------------- | ---------- | -------- | --------------- | ------ |
| 2008年 | 泛美洲青年羽毛球錦標賽 | 其他       | 混合團體 | －              | 亞軍   |
| 2008年 | 泛美洲青年羽毛球錦標賽 | 其他       | 女子單打 | －              | 季軍   |
| 2008年 | 泛美洲羽毛球錦標賽     | 其他       | 混合團體 | －              | 第四名 |
| 2009年 | 泛美洲羽毛球錦標賽     | 其他       | 混合團體 | －              | 季軍   |
| 2009年 | 墨西哥羽毛球國際賽     | 未來系列賽 | 女子單打 | －              | 亞軍   |
| 2009年 | 墨西哥羽毛球國際賽     | 未來系列賽 | 女子雙打 | Karyn Velez     | 冠軍   |
| 2009年 | 墨西哥羽毛球國際賽     | 未來系列賽 | 混合雙打 | David Melo      | 亞軍   |
| 2010年 | 墨西哥羽毛球國際賽     | 未來系列賽 | 女子單打 | －              | 冠軍   |
| 2010年 | 墨西哥羽毛球國際賽     | 未來系列賽 | 女子雙打 | 辛西娅·冈萨雷斯 | 冠軍   |
| 2010年 | 墨西哥羽毛球國際賽     | 未來系列賽 | 混合雙打 | 安德烈斯·洛佩斯 | 冠軍   |
| 2011年 | 泛美運動會羽毛球比賽   | 其他       | 女子單打 | －              | 銅牌   |
| 2011年 | 聖多明哥羽毛球公開賽   | 國際系列賽 | 女子單打 | －              | 亞軍   |
| 2011年 | 聖多明哥羽毛球公開賽   | 國際系列賽 | 女子雙打 | 辛西婭·岡薩雷斯 | 準決賽 |
| 2011年 | 墨西哥羽毛球國際賽     | 國際系列賽 | 女子單打 | —               | 冠軍   |
| 2011年 | 墨西哥羽毛球國際賽     | 國際系列賽 | 女子雙打 | 辛西娅·冈萨雷斯 | 亞軍   |
| 2011年 | 墨西哥羽毛球國際賽     | 國際系列賽 | 混合雙打 | 安德烈斯·洛佩斯 | 冠軍   |
| 2011年 | 加拿大羽毛球國際挑戰賽 | 國際挑戰賽 | 女子單打 | －              | 準決賽 |
| 2013年 | 墨西哥羽毛球國際賽     | 國際系列賽 | 女子雙打 | 辛西娅·冈萨雷斯 | 亞軍   |

| 2007-2017年 | 首要超級賽 | 超級賽 | 黃金大獎賽 | 大獎賽 | 國際挑戰賽 | 國際系列賽 | 未來系列賽 | 其他 |

| 2018-2026年 | 總決賽 | 超級1000賽 | 超級750賽 | 超級500賽 | 超級300賽 | 超級100賽 | 國際挑戰賽 | 國際系列賽 | 未來系列賽 | 其他 |

### 奧運會和世錦賽參賽紀錄
|          | 搭檔            | 2011 | 2012       |
| -------- | --------------- | ---- | ---------- |
| 女子單打 | －              | －   | 小組第三名 |
| 女子雙打 | 辛西娅·冈萨雷斯 | 48強 | －         |